# Turbonilla dracona
Turbonilla dracona är en snäckart som beskrevs av Bartsch 1912. Turbonilla dracona ingår i släktet Turbonilla och familjen Pyramidellidae. Inga underarter finns listade i Catalogue of Life.